# 文安站
文安站位于河北省廊坊市文安县，是京九铁路的一座火车站，等级为四等站，距北京西站120公里，距常平站2195公里，本站及相邻上下行区间均为电气化区段。车站建于1996年，办理货运业务。